# Divendres 13
Divendres 13 (títol original: Friday the 13th) és una pel·lícula estatunidenca de terror i slasher de 1980 dirigida per Sean S. Cunningham i protagonitzada per Betsy Palmer i Adrienne King, Laurie Bartram i Kevin Bacon. És el primer lliurament de la sèrie de 12 pel·lícules que s'han estrenat des de la dècada de 1980.
Aquesta pel·lícula de terror es va estrenar el divendres 13 de juny de 1980, i es va convertir en un clàssic del subgènere slasher. Va ser nominada a la millor pel·lícula en el festival Mystfest i és considerada una pel·lícula de culte.
Ha estat doblada al català.

## Argument
En les escenes inicials ens trobem en el Campament "Crystal Lake" l'any 1958. Mentre tots es reuneixen a la calor d'una foc de camp, Barry i Claudette s'escapoleixen dels seus amics i es dirigeixen a l'estable sense notar que una persona (d'identitat desconeguda) els aguaita, assassinant-los poc després.
Anys més tard el 1979, Annie, futura cuinera del campament, arriba a un poble proper i pregunta el camí cap a "Crystal Lake". Un dels vilatans, conductor d'un camió, s'ofereix a portar-la fins a la rodalia. Abans de marxar tenen una trobada amb "el boig Ralph", inofensiu subjecte que li adverteix sobre la maledicció que existeix en el lloc des de fa 20 anys i li diu que ningú sobreviurà si pretenen reobrir-lo. Annie no fa cas i puja al camió.
Una vegada a l'autopista, l'agafa un altre automobilista, el rostre del qual no pot ser vist per l'espectador. Annie descobreix que el conductor accelera el seu vehicle sense detenir-se i tement per la seva vida, salta del cotxe en moviment, fugint cap al bosc.
La misteriosa persona la persegueix fins a atrapar-la i degollar-la. Poc després un grup de joves arriba al campament. Són: Marcie, Jack, Ned i Brenda. Allà ja es troben Alice, Bill i el líder del grup, Steve Christy. Els nois van a divertir-se al llac, mentre Steve va al poble per provisions. El personatge anònim els observa des dels voltants sense que ells ho notin.

## Repartiment
- Betsy Palmer: Pamela Voorhees
- Adrienne King: Alice Hardy
- Harry Crosby: Bill Adams
- Laurie Bartram: Brenda Parks
- Jeannine Taylor: Marcie Stanler
- Kevin Bacon: Jack Marand
- Mark Nelson: Ned Rubenstein
- Robbi Morgan: Annie Phillips
- Peter Brouwer: Steve Christy
- Rex Everhart: Enos
- Sally Anne Golden: Sandy
- Ronn Carroll: Sergent Tienney
- Ron Millkie: Oficial Dorf
- Walt Gorney: Boig Ralph
- Willie Adams: Barry
- Debra S. Hayes: Claudette
- Ari Lehman: Jason Voorhees

## Morts
- Barry: Apunyalat a l'estómac
- Claudette: Apunyalada (fora de l'enquadrament)
- Annie: Degollada
- Ned: Cop en el cap (fora de l'enquadrament)
- Jack: Una llança li perfora el coll
- Marcie: Destralada a l'ull
- Steve: Apunyalat (fora de l'enquadrament)
- Bill: Travessat per diverses fletxes (fora de l'enquadrament)
- Brenda: Apunyalada (fora de l'enquadrament) i després el seu cadàver és llançat per una finestra
- Pamela Voorhees: Decapitada per Alice

## Producció
- Sean S. Cunningham, en realitzar el càsting d'actors, va dir que volia el tipus de nois i noies que podien aparèixer en un anunci de Pepsi.
- Betsy Palmer, actriu que va encarnar a la Sra. Voorhees, no estava molt conforme amb la pel·lícula, definint-la fins i tot com "un munt de merda". Freqüentment comentava que només hi va aparèixer perquè necessitava un cotxe nou i el pagament de 10.000 dòlars li arribava per comprar-lo. Malgrat això, apareixeria en algunes escenes addicionals en la segona i tercera part, i fins i tot en documentals i reportatges sobre la saga de Divendres 13 durant les dècades següents. El paper de Pamela li donaria nova popularitat i seria un dels més reconeguts de la seva carrera, apreciant càlidament l'afecte que rebia dels fans de la sèrie.
- La pel·lícula es va rodar en el campament Nobebosco, a Nova Jersey en 1979. Només va haver de construir-se per a la pel·lícula la cambra de bany. En el campament hi ha una paret decorada commemorant que la pel·lícula es va rodar allí.
- La mort de la serp que apareix en una de les escenes és real.
- En la mort de Jack (Kevin Bacon), el mecanisme que havia de fer sortir la sang va fallar, per la qual cosa el creador dels efectes especials, Tom Savini, va haver de bufar el tub perquè sortís. Això va fer que apareguessin bombolles en la sang i que parteix d'ella entrés en la boca de Bacon, no obstant això la presa es va muntar d'aquesta manera en la pel·lícula.
- El nombre de morts d'aquesta cinta és el mateix que en la seqüela.
- Malgrat ser Jason Voorhees la figura principal de la saga, en dos lliuraments (Parts 1 i 5) no és l'assassí. A "Friday the 13th" de 1980 és la seva mare, Pamela.